# Sigvard (varpbåt)
Sigvard är en svensk öppen motorvarpbåt, som byggdes av Lidwall & Söner AB i Leksand och levererades till Skogstorps Sågverks AB i Skogstorp  vid Hyndevadsån i april 1955. 
Båten användes för rangering av timme vid sågen, tills sågens transporter med timmersläp över Hjälmaren upphörde i slutet av 1980-talet.
Sigvard är k-märkt.